# بخش ثمرین

بخش ثمرین یکی از بخش‌های استان اردبیل است که در شهرستان اردبیل واقع شده‌است. مرکز این بخش شهر ثمرین است.روستای های بخش ثمرین :ابربکوه ، جبه‌دار ، رویندزق ، شیخ‌احمد ، علی‌قشلاقی ، کردقشلاقی ، کولانکوه ، گندیشمین ، معصوم‌آباد ، ینگجه‌ملامحمدحسن ، شیخ احمد  ، مجنده ، تازه‌کند محمدیه ، قوناقرآن بهمن دژ ، شندرشامی ، چوخور یورد ، هاچاکندی ، امیر آباد ، اسماعیل خان کندی ، چرآپا ، . این بخش از دو دهستان غربی و دوجاق تشکیل یافته‌است.